# Stage Door Canteen
Stage Door Canteen, estrenada en España como Tres días de amor y de fe, es una película estadounidense de 1943 sobre la Segunda Guerra Mundial, con algunos números musicales y otros espectáculos intercalados con escenas dramáticas por un elenco en gran parte desconocido. La película fue dirigida por Frank Borzage. La partitura y la canción original, «We Mustn't Say Goodbye», fueron nominadas para los premios Óscar.

## Sinopsis
Soldados y estrellas socializan durante la II Guerra Mundial en los lugares más conocidos de Nueva York.

## Reparto
Artistas que aparecen en la película y tienen diálogos dentro de la historia.

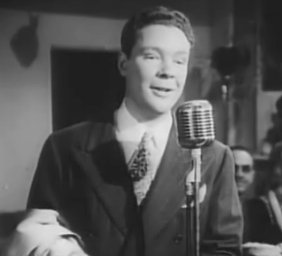
Kenny Baker
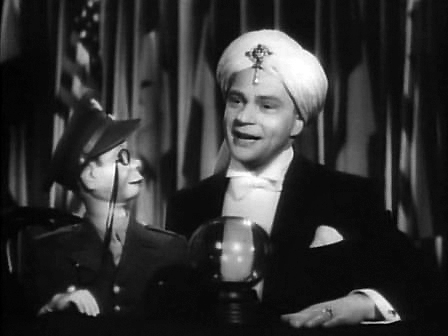
Edgar Bergen
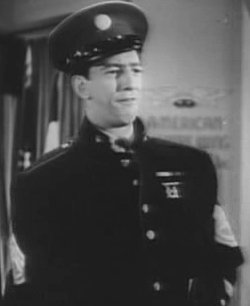
Ray Bolger
- Katharine Cornell
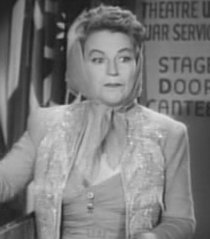
Gracie Fields
- Helen Hayes
- Katharine Hepburn
- Sam Jaffe
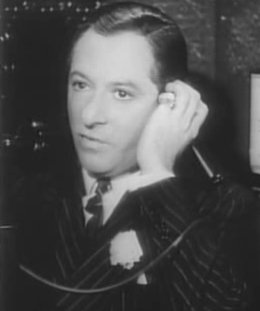
George Jessel
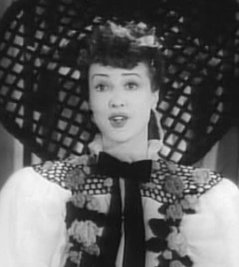
Gypsy Rose Lee
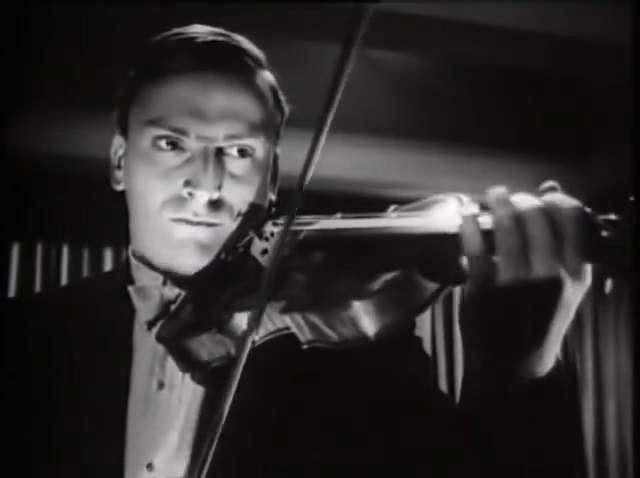
Yehudi Menuhin
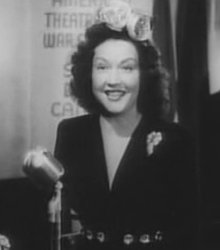
Ethel Merman
- Selena Royle
- Lanny Ross
- Ethel Waters
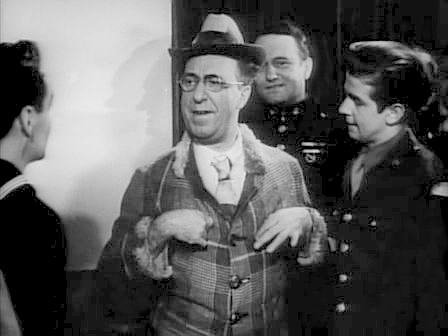
Ed Wynn

- Kenny Baker
- Edgar Bergen
- Ray Bolger
- Gracie Fields
- George Jessel
- Gypsy Rose Lee
- Yehudi Menuhin
- Ethel Merman
- Ed Wynn